# Pizza en Corea del Norte

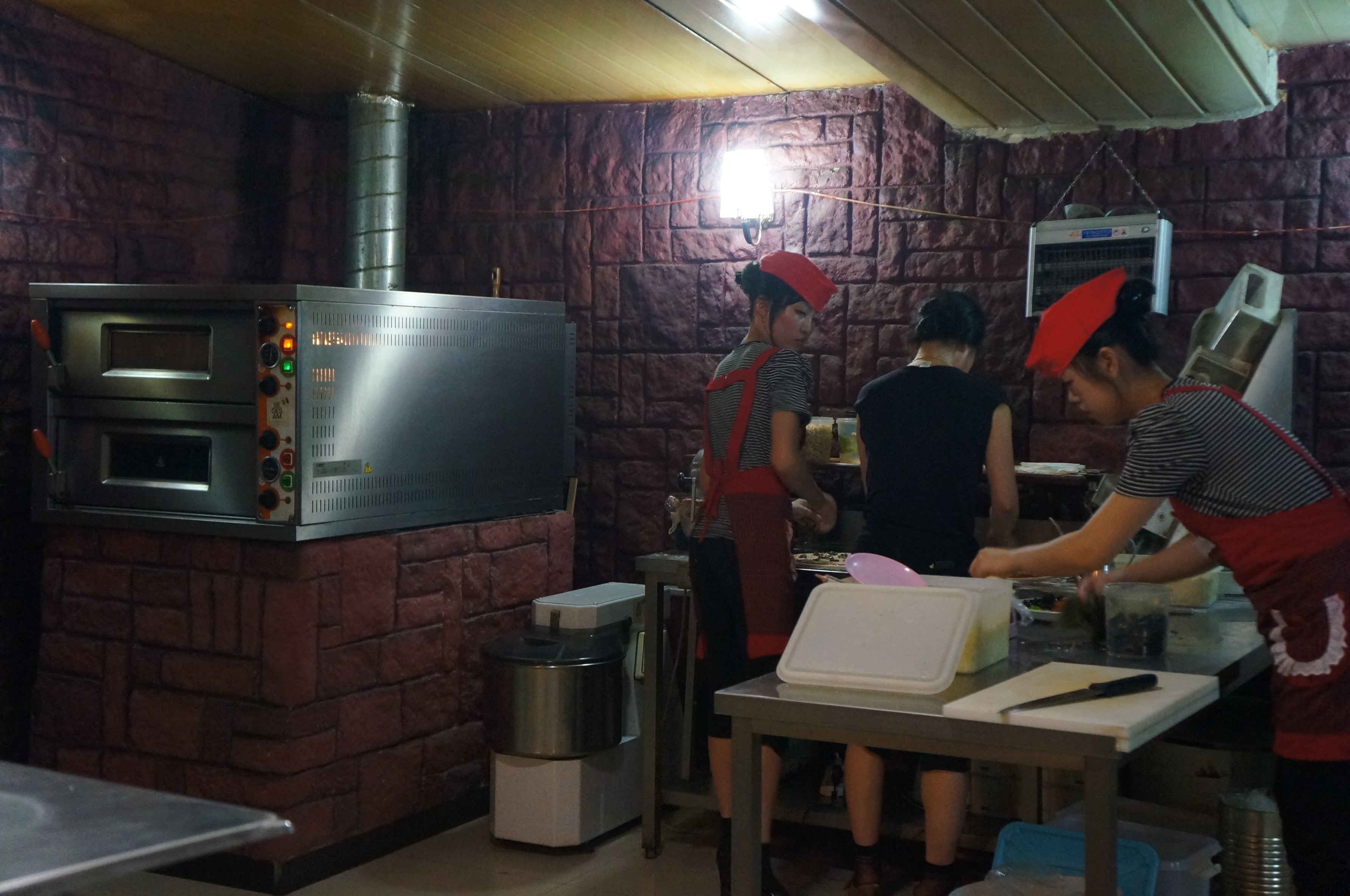
Un restaurante en Pionyang preparando pizza en 2013.

Existen varios restaurantes que sirven pizza en Corea del Norte. La mayoría de la gente del país no puede permitirse comprar pizza, y ésta está mayormente disponible para la clase élite. Pionyang tiene cinco restaurantes que sirven pizza, incluido Pizza Restaurant en la calle Kwangbok y Pizza Italia en la calle Científicos Mirae. Kim Jong Il contrató a chefs italianos para capacitar a los norcoreanos en la preparación de pizza y la introdujo en el país.

## Historia
Pyolmuri Café fue el primer restaurante de Pionyang en servir pizza. Es un café de estilo europeo que abrió sus puertas con fondos de la Agencia Adventista de Desarrollo y Recursos Asistenciales.
Kim Jong Il se interesó por la pizza en la década de 1990. Choson Sinbo, un periódico alineado con Corea del Norte con sede en Japón, escribió que introducir la pizza en Corea del Norte implicó «repetidos procesos de prueba y error». En 1999, Kim llevó a un grupo de pizzeros italianos a Pionyang para entrenar a oficiales del ejército. Ermanno Furlanis, un chef de los alrededores de Milán, escribió sobre esta experiencia. Según Furlanis, los chefs fueron sometidos a exámenes médicos antes de ser secuestrados en un barco anclado, donde los aprendices les hicieron preguntas como a qué distancia debían espaciar las aceitunas. Él creía que alguna vez fueron observados por Kim. En 2008, Kim envió chefs a formarse en Nápoles y Roma. Autorizó la apertura de la primera pizzería del país en diciembre de 2008. Su director, Kim Sang-Soon, dijo: «El general Kim Jong-il dijo que también se debería permitir al pueblo tener acceso a los platos más famosos del mundo».
El restaurante, llamado Pizza Restaurant, abrió en calle Kwangbok. Kim hizo traer desde Italia ingredientes y un horno para pizza. El restaurante abrió sus puertas con financiación extranjera. Según Choson Sinbo, hubo mucha actividad en los meses posteriores a su apertura, y fue la primera comida italiana que muchos de sus clientes habían comido. Su menú en 2010 incluía 11 pizzas tradicionales, aunque la comida italiana representaba sólo dos quintas partes del menú. The Korea Times la llamó «la mejor pizzería de Pyongyang». Lonely Planet lo catalogó como «bastante decente».
En respuesta a la publicidad sobre la apertura de Pizza Restaurant, un artista surcoreano radicado en Londres, Kim Hwang, creó una serie de cortometrajes titulados «Pizzas for the People». Se filmó en Corea del Sur y se estrenó en un festival en Heidelberg. Lo grabó en 500 DVD, que envió a cinco personas para que los pasaran de contrabando a través de la frontera. No sabía cuántos norcoreanos recibieron los DVD, pero sus contrabandistas trajeron cartas de admiradores norcoreanos. La serie es un programa de cocina y un falso documental que satiriza la exclusividad de la pizza en Corea del Norte. El artista dijo que estaba «desafiando sutilmente el statu quo ideológico». Los videos imaginan a Corea del Norte como una democracia y explican varios aspectos del estilo de vida occidental. Enseñan a los espectadores a hacer una pizza con masa de patata utilizando tofu en lugar de queso, y a utilizar una botella de licor como rodillo.
En 2011, se informó que una nueva pizzería propiedad de Corital, una empresa conjunta italo-norcoreana, serviría Coca-Cola. Coca-Cola dijo que no autorizó la venta del producto, lo que violaría las sanciones de Estados Unidos contra Corea del Norte.
El tercer restaurante italiano en Pionyang -Italy Pizza- abrió sus puertas a finales de 2015 como parte del lanzamiento de calle Científicos Mirae. Sirve pizza menos tradicional que la pizzería de Kwangbok Street. Su personal realiza música en vivo dos veces al día. Vice describió su decoración como «kitsch al estilo de un crucero de los años 70» y su pizza como «bastante buena» a pesar de ser servida sin queso. El restaurante existía antes de la remodelación de Mirae Street, cuando el edificio fue reemplazado por otro en la misma ubicación.
Los videos de propaganda en Corea del Norte, como la serie de YouTube Echo of Truth, han mostrado pizzerías.

## Popularidad

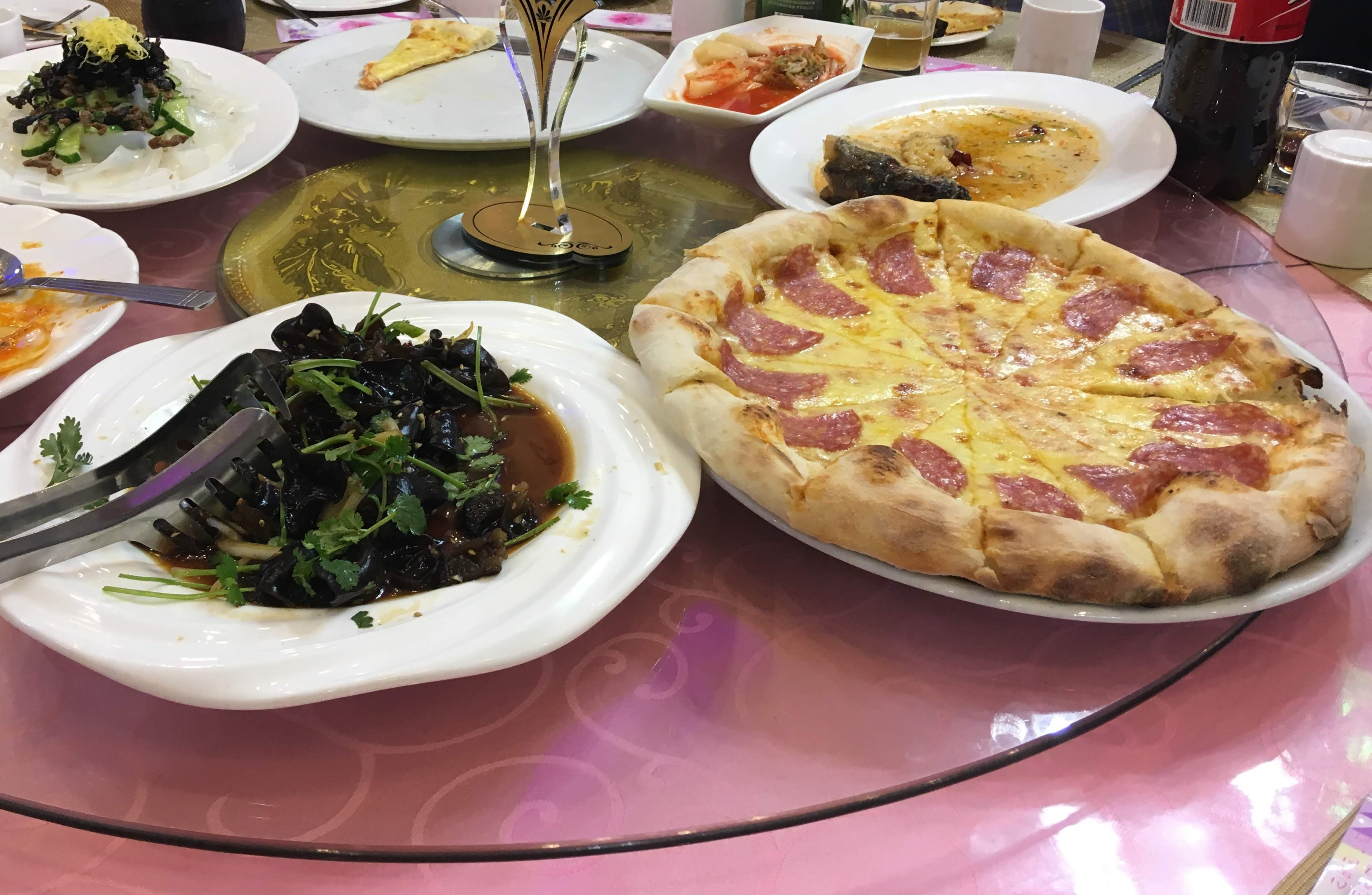
Pizza servida en un restaurante de Pionyang.

Pionyang tiene cinco restaurantes que sirven pizza, a 2021. Tiene más restaurantes italianos que restaurantes chinos. Los mercados callejeros de Corea del Norte, una importante fuente de alimentos, venden pizza de pepperoni para clientes adinerados.
En 2018, una pizza costaba entre 5 y 10 dólares estadounidenses, algo que la mayoría de los norcoreanos no pueden permitirse. La pizza es consumida por las élites de Pionyang, los diplomáticos y los extranjeros. Una pizza puede costar el salario de un mes para un funcionario de rango medio. Desde que se permite a las personas de clase media y alta vivir en las ciudades, los restaurantes de estilo occidental se han vuelto populares en Pionyang.
Los restaurantes sirven pizza con ingredientes tradicionales y también variedades locales como la pizza kimchi. Todos los restaurantes, incluidas las pizzerías, sirven platos habituales de la cocina norcoreana. La mayoría de los clientes piden estos en lugar de pizza.